# إنستية
الإنسِتية أو الإنست (الاسم من الحبشية) (الاسم العلمي: Ensete)، جنس نباتات مُزهرة أحادية الإثمار موطنها المناطق الاستوائية في إفريقيا وآسيا. إنه أحد الأجناس الثلاثة في فصيلة الموزية، ويشمل موز الحبشة أو الإنست (E. ventricosum)، وهو محصول غذائي مهم اقتصاديًا في إثيوبيا.